# Lago de las Medusas
El lago de las Medusas (en palauano: Ongeim'l Tketau) se encuentra en las islas Palaos. Está situado en una de las Islas Roca, una serie de pequeñas y deshabitadas islas rocosas en el estado de Koror. El Lago de las Medusas está completamente aislado en la actualidad, pero en el pasado tenía una salida al océano. La salida se cerró y una elevada población de medusas quedaron aisladas y comenzaron a alimentarse de unas algas existentes en la laguna y que se reproducían rápidamente. Al contrario de lo que comúnmente se cree, las medusas del lago (de la familia Mastigiidae) tienen pequeñas células urticantes, llamadas nematocistos o cnidoblastos. De todas formas, estas células urticantes son tan pequeñas que su aguijón no tiene efecto sobre la piel humana, de forma que es posible nadar en el lago e incluso tocar las medusas si se desea.
Por la noche las medusas descienden hasta una capa de sulfuro de hidrógeno que se encuentra a unos 15-20 metros de profundidad. Solo el buceo de superficie está permitido en el lago, el de profundidad está prohibido para no molestar a las medusas y para reducir el riesgo de envenenamiento por sulfuro de hidrógeno.
En 2012, el área de protección de la laguna fue declarado como Patrimonio de la Humanidad por la UNESCO